# Ausztrália az 1968. évi nyári olimpiai játékokon
Ausztrália a mexikói Mexikóvárosban megrendezett 1968. évi nyári olimpiai játékok egyik részt vevő nemzete volt. Az országot az olimpián 16 sportágban 128 sportoló képviselte, akik összesen 17 érmet szereztek.

## Érmesek
| Érem  | Versenyző | Sportág   | Versenyszám                |
| ----- | --- | --------- | -------------------------- |
| Arany | Ralph Doubell | Atlétika  | Férfi 800 m                |
| Arany | Maureen Caird | Atlétika  | Női 80 m gát               |
| Arany | Michael Wenden | Úszás     | Férfi 100 m gyors          |
| Arany | Michael Wenden | Úszás     | Férfi 200 m gyors          |
| Arany | Lyn McClements | Úszás     | Női 100 m pillangó         |
| Ezüst | Peter Norman | Atlétika  | Férfi 200 m                |
| Ezüst | Raelene Boyle | Atlétika  | Női 200 m                  |
| Ezüst | Pamela Kilborn-Ryan | Atlétika  | Női 80 m gát               |
| Ezüst | Peter Dickson David Douglas Alfred Duval Joseph Fazio Alan Grover Michael Morgan Gary Pearce John Ranch Robert Shirlaw | Evezés    | Férfi nyolcas              |
| Ezüst | Nemzeti válogatott Arthur Busch Paul Dearing Raymond Evans Brian Glencross Robert Haigh Donald Martin James Mason Patrick Nilan Eric Pearce Gordon Pearce Julian Pearce Desmond Piper Ronald Riley Donald Smart Frederick Quinn Donald McWatters | Gyeplabda | Férfi                      |
| Ezüst | Greg Rogers Michael Wenden Graham White Bob Windle | Úszás     | Férfi 4 × 200 m gyorsváltó |
| Ezüst | Lynette Bell Lyn McClements Judy Playfair Janette Steinbeck Lynne Watson | Úszás     | Női 4 × 100 m vegyes váltó |
| Bronz | Jennifer Lamy | Atlétika  | Női 200 m                  |
| Bronz | Brien Cobcroft Bill Roycroft Wayne Roycroft | Lovaglás  | Csapat lovastusa           |
| Bronz | Greg Brough | Úszás     | Férfi 1500 m gyors         |
| Bronz | Robert Cusack Greg Rogers Michael Wenden Bob Windle | Úszás     | Férfi 4 × 100 m gyorsváltó |
| Bronz | Karen Moras | Úszás     | Női 400 m gyors            |

## Atlétika
Férfi
| Versenyző       | Versenyszám     | Előfutam | Előfutam | Előfutam | Negyeddöntő | Negyeddöntő | Negyeddöntő | Elődöntő | Elődöntő | Elődöntő | Döntő    | Döntő    |
| Versenyző       | Versenyszám     | Idő      | Hely.    | Össz.    | Idő         | Hely.       | Össz.       | Idő      | Hely.    | Össz.    | Idő      | Helyezés |
| --------------- | --------------- | -------- | -------- | -------- | ----------- | ----------- | ----------- | -------- | -------- | -------- | -------- | -------- |
| Greg Lewis      | 100 m           | 10,55    | 6.       | 34.**    | kiesett     | kiesett     | kiesett     | kiesett  | kiesett  | kiesett  | kiesett  | kiesett  |
| Greg Lewis      | 200 m           | 20,71    | 1.       | 10.      | 20,81       | 2.          | 10.         | 20,53    | 5.       | 9.       | kiesett  | kiesett  |
| Peter Norman    | 200 m           | 20,23    | 1.       | 1.       | 20,44       | 1.          | 3.          | 20,22    | 2.       | 3.       | 20,06    |          |
| Ralph Doubell   | 800 m           | 1:47,24  | 1.       | 5.       |             |             |             | 1:45,78  | 1.       | 1.       | 1:44,40  |          |
| Peter Watson    | 1500 m          | 3:55,41  | 7.       | 31.      |             |             |             | kiesett  | kiesett  | kiesett  | kiesett  | kiesett  |
| Ronald Clarke   | 5000 m          | 14:20,78 | 2.       | 5.       |             |             |             |          |          |          | 14:12,45 | 5.       |
| Ronald Clarke   | 10 000 m        |          |          |          |             |             |             |          |          |          | 29:44,8  | 6.       |
| Gary Knoke      | 110 m gát       | 14,14    | 4.       | 20.      |             |             |             | kiesett  | kiesett  | kiesett  | kiesett  | kiesett  |
| Gary Knoke      | 400 m gát       | 49,88    | 3.       | 5.       |             |             |             | 49,61    | 5.       | 9.       | kiesett  | kiesett  |
| Kerry O'Brien   | 3000 m akadály  | 9:02,31  | 3.       | 6.       |             |             |             |          |          |          | 8:52,08  | 4.       |
| Derek Clayton   | Maraton         |          |          |          |             |             |             |          |          |          | 2:27:23  | 7.       |
| John Farrington | Maraton         |          |          |          |             |             |             |          |          |          | 2:50:16  | 43.      |
| Frank Clark     | 20 km gyaloglás |          |          |          |             |             |             |          |          |          | 1:40:06  | 16.      |
| Frank Clark     | 50 km gyaloglás |          |          |          |             |             |             |          |          |          | 4:40:13  | 12.      |
| Robert Gardiner | 50 km gyaloglás |          |          |          |             |             |             |          |          |          | 4:52:29  | 19.      |

| Versenyző      | Versenyszám | Selejtező | Selejtező | Döntő    | Döntő    |
| Versenyző      | Versenyszám | Eredmény  | Helyezés  | Eredmény | Helyezés |
| -------------- | ----------- | --------- | --------- | -------- | -------- |
| Peter Boyce    | Magasugrás  | 206 cm    | 26.       | kiesett  | kiesett  |
| Lawrie Peckham | Magasugrás  | 214 cm    | 6.        | 212 cm   | 8.       |
| Tony Sneazwell | Magasugrás  | 206 cm    | 22.***    | kiesett  | kiesett  |
| Allen Crawley  | Távolugrás  | 771 cm    | 14.       | 802 cm   | 6.       |
| Phil May       | Hármasugrás | 16,32 m   | 5.        | 17,02 m  | 6.       |

Női
| Versenyző                                                       | Versenyszám     | Előfutam | Előfutam | Előfutam | Negyeddöntő | Negyeddöntő | Negyeddöntő | Elődöntő | Elődöntő | Elődöntő | Döntő   | Döntő    |
| Versenyző                                                       | Versenyszám     | Idő      | Hely.    | Össz.    | Idő         | Hely.       | Össz.       | Idő      | Hely.    | Össz.    | Idő     | Helyezés |
| --------------------------------------------------------------- | --------------- | -------- | -------- | -------- | ----------- | ----------- | ----------- | -------- | -------- | -------- | ------- | -------- |
| Maureen Caird                                                   | 80 m gát        | 10,48    | 1.       | 2.       |             |             |             | 10,59    | 1.       | 3.       | 10,39   |          |
| Pamela Kilborn-Ryan                                             | 80 m gát        | 10,41    | 1.       | 1.       |             |             |             | 10,44    | 1.       | 1.       | 10,46   |          |
| Pamela Kilborn-Ryan                                             | 100 m           | 11,62    | 4.       | 15.*     | 11,50       | 6.          | 17.         | kiesett  | kiesett  | kiesett  | kiesett | kiesett  |
| Raelene Boyle                                                   | 100 m           | 11,44    | 2.       | 6.       | 11,29       | 1.          | 4.*         | 11,41    | 2.       | 4.       | 11,20   | 4.       |
| Raelene Boyle                                                   | 200 m           | 23,09    | 1.       | 2.       |             |             |             | 22,95    | 1.       | 3.*      | 22,74   |          |
| Jennifer Lamy                                                   | 200 m           | 23,19    | 2.       | 5.       |             |             |             | 22,89    | 2.       | 2.       | 22,88   |          |
| Dianne Bowering-Burge                                           | 200 m           | 23,69    | 2.       | 16.      |             |             |             | 23,65    | 7.       | 15.      | kiesett | kiesett  |
| Dianne Bowering-Burge                                           | 100 m           | 11,53    | 1.       | 10.      | 11,33       | 2.          | 7.          | 11,46    | 3.       | 5.       | 11,44   | 6.       |
| Joyce Bennett                                                   | 400 m           | 56,56    | 6.       | 27.      |             |             |             | kiesett  | kiesett  | kiesett  | kiesett | kiesett  |
| Sandra Brown                                                    | 400 m           | 55,43    | 6.       | 22.      |             |             |             | kiesett  | kiesett  | kiesett  | kiesett | kiesett  |
| Jennifer Lamy Joyce Bennett Raelene Boyle Dianne Bowering-Burge | 4 × 100 m váltó | 43,77    | 2.       | 4.       |             |             |             |          |          |          | 43,50   | 5.       |

| Versenyző    | Versenyszám   | Döntő    | Döntő    |
| Versenyző    | Versenyszám   | Eredmény | Helyezés |
| ------------ | ------------- | -------- | -------- |
| Jean Roberts | Diszkoszvetés | 46,26 m  | 16.      |

* - egy másik versenyzővel azonos időt ért el

** - két másik versenyzővel azonos időt ért el

*** - három másik versenyzővel azonos eredményt ért el

## Birkózás
Kötöttfogású
| Versenyző      | Versenyszám | 1. forduló                     | 2. forduló        | 3. forduló        | 4. forduló        | Döntő             | Helyezés    |
| Versenyző      | Versenyszám | Ellenfél Eredmény              | Ellenfél Eredmény | Ellenfél Eredmény | Ellenfél Eredmény | Ellenfél Eredmény | Helyezés    |
| -------------- | ----------- | ------------------------------ | ----------------- | ----------------- | ----------------- | ----------------- | ----------- |
| Wesley O'Brien | 78 kg       | Daniel Robin (FRA) · kétvállas | visszalépett      | kiesett           | kiesett           | kiesett           | helyezetlen |

Szabadfogású
| Versenyző      | Versenyszám | 1. forduló                            | 2. forduló                      | 3. forduló        | 4. forduló        | 5. forduló        | 6. forduló        | 7. forduló        | Döntő             | Helyezés    |
| Versenyző      | Versenyszám | Ellenfél Eredmény                     | Ellenfél Eredmény               | Ellenfél Eredmény | Ellenfél Eredmény | Ellenfél Eredmény | Ellenfél Eredmény | Ellenfél Eredmény | Ellenfél Eredmény | Helyezés    |
| -------------- | ----------- | ------------------------------------- | ------------------------------- | ----------------- | ----------------- | ----------------- | ----------------- | ----------------- | ----------------- | ----------- |
| John Kinsela   | 52 kg       | Vincenzo Grassi (ITA) · kétvállas     | Nazar Albaryan (URS) · 3.5-0.5  | kiesett           | kiesett           | kiesett           | kiesett           | kiesett           | kiesett           | helyezetlen |
| Sidney Marsh   | 70 kg       | Danzandarjaa Sereeter (MGL) · 3.5-0.5 | Guy Marchand (FRA) · 3-1        | kiesett           | kiesett           | kiesett           | kiesett           |                   | kiesett           | helyezetlen |
| Wesley O'Brien | 78 kg       | Brian Heffel (CAN) · kétvállas        | Angel Sotirov (BUL) · kétvállas | kiesett           | kiesett           | kiesett           |                   |                   | kiesett           | helyezetlen |

## Evezés
| Versenyző | Versenyszám              | Előfutam | Előfutam | Vigaszág | Vigaszág | Elődöntő | Elődöntő | Döntő | Döntő   | Döntő | Helyezés |
| Versenyző | Versenyszám              | Idő      | Hely.    | Idő      | Hely.    | Idő      | Hely.    | Típus | Idő     | Hely. | Helyezés |
| --- | ------------------------ | -------- | -------- | -------- | -------- | -------- | -------- | ----- | ------- | ----- | -------- |
| David Ramage Paul Guest | Kormányos nélküli kettes | 7:24,66  | 2.       | erőnyerő | erőnyerő | 7:17,09  | 4.       | B     | 7:19,49 | 1.    | 7.       |
| Alfred Duval Michael Morgan Joseph Fazio Peter Dickson David Douglas John Ranch Gary Pearce Robert Shirlaw Alan Grover (kormányos) | Nyolcas                  | 6:06,87  | 2.       | 6:10,80  | 1.       |          |          | A     | 6:07,98 | 3.    |          |

## Gyeplabda
| Ausztrál férfi gyeplabdacsapat-játékoskeret                                                                                  | Ausztrál férfi gyeplabdacsapat-játékoskeret                                                                                      |
| --- | --- |
| - Arthur Busch - Paul Dearing - Raymond Evans - Brian Glencross - Robert Haigh - Donald Martin - James Mason - Patrick Nilan | - Eric Pearce - Gordon Pearce - Julian Pearce - Desmond Piper - Ronald Riley - Donald Smart - Frederick Quinn - Donald McWatters |

### Eredmények
Csoportkör
B csoport
| Csapat               | M | Gy | D | V | G+ | G– | Gk  | P  |
| -------------------- | - | -- | - | - | -- | -- | --- | -- |
| Pakisztán (PAK)      | 7 | 7  | 0 | 0 | 23 | 4  | +19 | 14 |
| Ausztrália (AUS)     | 8 | 5  | 1 | 2 | 15 | 7  | +8  | 11 |
| Kenya (KEN)          | 8 | 4  | 1 | 3 | 13 | 9  | +4  | 9  |
| Hollandia (NED)      | 7 | 4  | 0 | 3 | 11 | 11 | 0   | 8  |
| Franciaország (FRA)  | 7 | 2  | 1 | 4 | 2  | 5  | –3  | 5  |
| Nagy-Britannia (GBR) | 7 | 2  | 1 | 4 | 6  | 8  | –2  | 5  |
| Argentína (ARG)      | 7 | 1  | 1 | 5 | 4  | 20 | –16 | 3  |
| Malajzia (MAS)       | 7 | 0  | 3 | 4 | 2  | 12 | –10 | 3  |

| 1968. október 13. | Ausztrália (AUS) | 2 – 0   | Kenya (KEN) |  |
| 1968. október 13. | Glencross Riley  | (2 – 0) |             |  |

| 1968. október 14. | Ausztrália (AUS) | 0 – 0 | Nagy-Britannia (GBR) |  |
| 1968. október 14. |                  |       |                      |  |

| 1968. október 16. | Pakisztán (PAK) | 3 – 2   | Ausztrália (AUS) |  |
| 1968. október 16. | Aziz 2 Rashid   | (1 – 2) | Glencross Riley  |  |

| 1968. október 17. | Ausztrália (AUS)       | 3 – 0   | Malajzia (MAS) |  |
| 1968. október 17. | Glencross Martin Quinn | (2 – 0) |                |  |

| 1968. október 19. | Franciaország (FRA) | 1 – 0   | Ausztrália (AUS) |  |
| 1968. október 19. | Vanpoulle           | (0 – 0) |                  |  |

| 1968. október 20. | Ausztrália (AUS)  | 3 – 1   | Argentína (ARG) |  |
| 1968. október 20. | Riley Smart Evans | (1 – 1) | Marinoni        |  |

| 1968. október 21. | Ausztrália (AUS) | 2 – 0   | Hollandia (NED) |  |
| 1968. október 21. | Riley Smart      | (0 – 0) |                 |  |

Rájátszás az előtöntőért
| 1968. október 22. | Ausztrália (AUS)  | 3 – 2   | Kenya (KEN)    |  |
| 1968. október 22. | Smart 2 Glencross | (1 – 1) | Panesar Deegan |  |

Elődöntő
| 1968. október 24. | Ausztrália (AUS) | 2 – 1 (h. u.)  | India (IND)     |  |
| 1968. október 24. | Glencross 2      | (0 – 1, 1 – 0) | Balbir Singh II |  |

Döntő
| 1968. október 26. | Pakisztán (PAK) | 2 – 1   | Ausztrália (AUS) |  |
| 1968. október 26. | Rashid Malik    | (1 – 0) | Glencross        |  |

| Csapat           | Helyezés |
| ---------------- | -------- |
| Ausztrália (AUS) |          |

## Kajak-kenu
Férfi
| Versenyző                                              | Versenyszám         | Előfutam | Előfutam | Előfutam | Vigaszág | Vigaszág | Vigaszág | Elődöntő | Elődöntő | Elődöntő | Döntő   | Döntő    |
| Versenyző                                              | Versenyszám         | Idő      | Hely.    | Össz.    | Idő      | Hely.    | Össz.    | Idő      | Hely.    | Össz.    | Idő     | Helyezés |
| ------------------------------------------------------ | ------------------- | -------- | -------- | -------- | -------- | -------- | -------- | -------- | -------- | -------- | ------- | -------- |
| Adrian Powell                                          | Kajak egyes 1000 m  | 4:07,3   | 5.       | 10.      | 4:14,05  | 1.       | 1.       | 4:08,76  | 5.       | 12.      | kiesett | kiesett  |
| Adrian Powell John Southwood                           | Kajak kettes 1000 m | 3:42,6   | 4.       | 6.       | 3:50,82  | 2.       | 3.       | 3:52,17  | 5.       | 10.      | kiesett | kiesett  |
| Phillip Coles Dennis Green Gordon Jeffery Barry Stuart | Kajak négyes 1000 m | 3:27,3   | 6.       | 13.      | 3:31,79  | 3.       | 7.       | 3:24,79  | 4.       | 12.      | kiesett | kiesett  |

## Kerékpározás

### Országúti kerékpározás
| Versenyző                                               | Versenyszám     | Idő              | Helyezés      |
| ------------------------------------------------------- | --------------- | ---------------- | ------------- |
| Ronald Jonker                                           | Mezőnyverseny   | nem ért célba    | nem ért célba |
| Peter McDermott                                         | Mezőnyverseny   | nem ért célba    | nem ért célba |
| Kevin Morgan                                            | Mezőnyverseny   | nem ért célba    | nem ért célba |
| Donald Wilson                                           | Mezőnyverseny   | nem ért célba    | nem ért célba |
| Peter McDermott Kevin Morgan David Watson Donald Wilson | Csapat időfutam | 2:18:09 (+10:20) | 14.           |

### Pálya-kerékpározás
Sprintverseny
| Versenyző      | Versenyszám  | 1. forduló                                                           | 1. forduló | Vigaszág                         | Vigaszág | 2. forduló                                       | 2. forduló | Vigaszág                       | Vigaszág | Nyolcaddöntő                                  | Nyolcaddöntő | Vigaszág selejtező                               | Vigaszág selejtező | Vigaszág döntő       | Vigaszág döntő | Negyeddöntő          | Elődöntő             | Döntő                | Helyezés    |
| Versenyző      | Versenyszám  | Ellenfelek Győztes idő                                               | Hely.      | Ellenfél Győztes idő             | Hely.    | Ellenfelek Győztes idő                           | Hely.      | Ellenfél Győztes idő           | Hely.    | Ellenfelek Győztes idő                        | Hely.        | Ellenfelek Győztes idő                           | Hely.              | Ellenfél Győztes idő | Hely.          | Ellenfél Győztes idő | Ellenfél Győztes idő | Ellenfél Győztes idő | Helyezés    |
| -------------- | ------------ | -------------------------------------------------------------------- | ---------- | -------------------------------- | -------- | ------------------------------------------------ | ---------- | ------------------------------ | -------- | --------------------------------------------- | ------------ | ------------------------------------------------ | ------------------ | -------------------- | -------------- | -------------------- | -------------------- | -------------------- | ----------- |
| Gordon Johnson | Férfi egyéni | José Mercado (MEX) · Kvon Dzsunghjon (Gwon Jung-hyeon) (KOR) · 11,42 | 1.         |                                  |          | Jan Jansen (NED) · Carlos Roqueiro (ARG) · 11,06 | 1.         |                                |          | Jan Jansen (NED) · Roger Gibbon (TRI) · 11,06 | 3.           | Tim Mountford (USA) · Ivan Kučírek (TCH) · 10,79 | 2.                 | kiesett              | kiesett        | kiesett              | kiesett              | kiesett              | helyezetlen |
| John Nicholson | Férfi egyéni | Miloš Jelínek (TCH) · Raúl Marcelo Vázquez (CUB) · 11,40             | 2.         | Kenneth Sutherland (HBR) · 11,09 | 1.       | Jürgen Barth (FRG) · Dino Verzini (ITA) · 10,95  | 3.         | Reginald Barnett (GBR) · 11,01 | 2.       | kiesett                                       | kiesett      | kiesett                                          | kiesett            | kiesett              | kiesett        | kiesett              | kiesett              | kiesett              | helyezetlen |

Időfutam
| Versenyző     | Versenyszám  | Idő     | Helyezés |
| ------------- | ------------ | ------- | -------- |
| Hilton Clarke | Férfi egyéni | 1:06,45 | 14.      |

Tandem
| Versenyző                    | Versenyszám     | 1. forduló                                          | Vigaszág selejtező                                            | Vigaszág selejtező | Vigaszág döntő | Vigaszág döntő | Negyeddöntő          | Elődöntő             | Döntő                | Helyezés |
| Versenyző                    | Versenyszám     | Ellenfél Győztes idő                                | Ellenfél Győztes idő                                          | Hely.              | Ellenfelek Győztes idő                                                                                                   | Hely.          | Ellenfél Győztes idő | Ellenfél Győztes idő | Ellenfél Győztes idő | Helyezés |
| ---------------------------- | --------------- | --------------------------------------------------- | ------------------------------------------------------------- | ------------------ | --- | -------------- | -------------------- | -------------------- | -------------------- | -------- |
| Gordon Johnson Hilton Clarke | Férfi kétüléses | NSZK (FRG) · Klaus Kobusch · Martin Stenzel · 10,27 | Egyesült Államok (USA) · Jack Disney · Charles Pranke · 10,26 | 1.                 | Szovjetunió (URS) · Igor Celovalnyikov · Imants Bodnieks · Magyarország (HUN) · Baranyecz András · Lendvai Tibor · 10,32 | 3.             | kiesett              | kiesett              | kiesett              | 10.      |

Üldözőversenyek
| Versenyző   | Versenyszám  | Selejtező | Selejtező | Negyeddöntő                     | Negyeddöntő | Negyeddöntő | Elődöntő                         | Elődöntő  | Elődöntő | Döntő                                         | Döntő     | Helyezés |
| Versenyző   | Versenyszám  | Idő       | Hely.     | Ellenfél Idő                    | Saját idő   | Hely.       | Ellenfél Idő                     | Saját idő | Hely.    | Ellenfél Idő                                  | Saját idő | Helyezés |
| ----------- | ------------ | --------- | --------- | ------------------------------- | ----------- | ----------- | -------------------------------- | --------- | -------- | --------------------------------------------- | --------- | -------- |
| John Bylsma | Férfi egyéni | 4:41,10   | 2.        | Radamés Treviño (MEX) · 4:42,40 | 4:41,33     | 3.          | Daniel Rébillard (FRA) · 4:41,80 | 4:48,73   | 4.       | Bronzmérkőzés · Xaver Kurmann (SUI) · 4:39,42 | 4:41,60   | 4.       |

## Lovaglás
Díjugratás
| Versenyző                              | Ló                            | Versenyszám | 1. forduló | 1. forduló | 2. forduló | 2. forduló | Összesen | Összesen |
| Versenyző                              | Ló                            | Versenyszám | Pont       | Hely.      | Pont       | Hely.      | Pont     | Helyezés |
| -------------------------------------- | ----------------------------- | ----------- | ---------- | ---------- | ---------- | ---------- | -------- | -------- |
| Kevin Bacon                            | Chichester                    | Egyéni      | 4,00       | 3.         | 24,75      | 18.        | 28,75    | 18.      |
| Samuel Campbell                        | April Love                    | Egyéni      | 16,00      | 26.        | kiesett    | kiesett    | 16,00    | 26.      |
| John Fahey                             | Bonvale                       | Egyéni      | 12,00      | 21.        | kiesett    | kiesett    | 12,00    | 21.      |
| Kevin Bacon Samuel Campbell John Fahey | Chichester April Love Bonvale | Csapat      | 70,50      | 8.         | 96,00      | 9.         | 166,50   | 9.       |

Lovastusa
| Versenyző                                   | Ló                          | Versenyszám | Díjlovaglás | Díjlovaglás | Tereplovaglás | Tereplovaglás | Díjugratás | Díjugratás | Végeredmény | Végeredmény |
| Versenyző                                   | Ló                          | Versenyszám | Bünt.       | Hely.       | Bünt.         | Hely.         | Bünt.      | Hely.      | Bünt.       | Helyezés    |
| ------------------------------------------- | --------------------------- | ----------- | ----------- | ----------- | ------------- | ------------- | ---------- | ---------- | ----------- | ----------- |
| Brien Cobcroft                              | Depeche                     | Egyéni      | -115,01     | 44.         | 22,00         | 6.            | -15,75     | 21.        | -108,76     | 13.         |
| Bill Roycroft                               | Warrathoola                 | Egyéni      | -84,00      | 20.         | -40,80        | 17.           | -2,75      | 8.         | -127,55     | 15.         |
| Wayne Roycroft                              | Zhivago                     | Egyéni      | -103,50     | 37.         | 21,20         | 7.            | -12,75     | 18.        | -95,05      | 8.          |
| James Scanlon                               | The Furtive                 | Egyéni      | -122,01     | 46.         | -19,20        | 12.           | -21,00     | 25.        | -162,21     | 17.         |
| Brien Cobcroft Bill Roycroft Wayne Roycroft | Depeche Warrathoola Zhivago | Csapat      | -302,51     | 11.         | 24,10         | 3.            | -31,25     | 4.         | -331,36     |             |

## Műugrás
Férfi
| Versenyző    | Versenyszám        | Selejtező | Selejtező | Döntő   | Döntő    |
| Versenyző    | Versenyszám        | Pont      | Helyezés  | Pont    | Helyezés |
| ------------ | ------------------ | --------- | --------- | ------- | -------- |
| Don Wagstaff | Egyéni műugrás     | 97,84     | 7.        | 150,18  | 8.       |
| Don Wagstaff | Egyéni toronyugrás | 88,99     | 15.       | kiesett | kiesett  |

Női
| Versenyző      | Versenyszám        | Selejtező | Selejtező | Döntő   | Döntő    |
| Versenyző      | Versenyszám        | Pont      | Helyezés  | Pont    | Helyezés |
| -------------- | ------------------ | --------- | --------- | ------- | -------- |
| Robyn Bradshaw | Egyéni műugrás     | 81,66     | 15.       | kiesett | kiesett  |
| Robyn Bradshaw | Egyéni toronyugrás | 45,58     | 18.       | kiesett | kiesett  |

## Ökölvívás
| Versenyző       | Versenyszám  | Selejtező         | 32-es főtábla                     | Nyolcaddöntő                      | Negyeddöntő                   | Elődöntő          | Döntő             | Helyezés |
| Versenyző       | Versenyszám  | Ellenfél Eredmény | Ellenfél Eredmény                 | Ellenfél Eredmény                 | Ellenfél Eredmény             | Ellenfél Eredmény | Ellenfél Eredmény | Helyezés |
| --------------- | ------------ | ----------------- | --------------------------------- | --------------------------------- | ----------------------------- | ----------------- | ----------------- | -------- |
| Joseph Donovan  | Papírsúly    |                   | Gedó György (HUN) · RSC           | Roberto Urretavizcaya (ARG) · 5-0 | Hubert Skrzypczak (POL) · 2-3 | kiesett           | kiesett           | 5.       |
| Robert Carney   | Légsúly      |                   | Tito Pereyra (ARG) · 1-4          | kiesett                           | kiesett                       | kiesett           | kiesett           | 17.      |
| John Rakowski   | Harmatsúly   | erőnyerő          | Ángelosz Theotokátosz (GRE) · 3-2 | Michael Dowling (IRL) · kizárták  | kiesett                       | kiesett           | kiesett           | 9.       |
| Raymond Maguire | Kisváltósúly | erőnyerő          | Jevgenyij Frolov (URS) · 0-5      | kiesett                           | kiesett                       | kiesett           | kiesett           | 17.      |

## Öttusa
| Versenyző                               | Versenyszám | Lovaglás | Lovaglás | Lovaglás | Vívás    | Vívás | Vívás | Lövészet | Lövészet | Lövészet | Úszás  | Úszás | Úszás | Futás   | Futás | Futás | Összesen    | Összesen |
| Versenyző                               | Versenyszám | Idő      | Pont     | Hely.    | Eredmény | Pont  | Hely. | Pontszám | Pont     | Hely.    | Idő    | Pont  | Hely. | Idő     | Pont  | Hely. | Összes pont | Helyezés |
| --------------------------------------- | ----------- | -------- | -------- | -------- | -------- | ----- | ----- | -------- | -------- | -------- | ------ | ----- | ----- | ------- | ----- | ----- | ----------- | -------- |
| Peter Macken                            | Egyéni      | 4:06     | 935      | 34.      | 18–29    | 655   | 38.   | 185      | 802      | 38.      | 4:09,1 | 910   | 30.   | 14:21,7 | 982   | 3.    | 4284        | 31.      |
| Donald McMiken                          | Egyéni      | 4:52     | 545      | 45.      | 19–28    | 678   | 34.   | 195      | 1022     | 1.       | 4:21,7 | 835   | 43.   | 16:02,2 | 679   | 40.   | 3759        | 42.      |
| Duncan Page                             | Egyéni      | 3:58     | 1035     | 17.      | 14–33    | 563   | 45.   | 187      | 846      | 33.      | 4:14,0 | 880   | 38.   | 16:35,4 | 580   | 44.   | 3904        | 39.      |
| Peter Macken Donald McMiken Duncan Page | Csapat      |          | 2515     | 12.      |          | 1908  | 14.   |          | 2670     | 2.       |        | 2625  | 12.   |         | 2241  | 10.   | 11959       | 12.      |

## Sportlövészet
Nyílt
| Versenyző          | Versenyszám           | Pont | Helyezés |
| ------------------ | --------------------- | ---- | -------- |
| Alexander Taransky | Gyorstüzelő pisztoly  | 583  | 19.      |
| Barry Downs        | Szabadpisztoly        | 541  | 35.      |
| Donald Tolhurst    | Sportpuska, összetett | 1136 | 28.      |

## Súlyemelés
| Versenyző     | Versenyszám | Nyomás                   | Nyomás                   | Szakítás | Szakítás | Lökés    | Lökés    | Összesen | Helyezés |
| Versenyző     | Versenyszám | Eredmény                 | Helyezés                 | Eredmény | Helyezés | Eredmény | Helyezés | Összesen | Helyezés |
| ------------- | ----------- | ------------------------ | ------------------------ | -------- | -------- | -------- | -------- | -------- | -------- |
| Neville Pery  | 82,5 kg     | érvényes kísérlet nélkül | érvényes kísérlet nélkül | kiesett  | kiesett  | kiesett  | kiesett  | kiesett  | kiesett  |
| Raymond Rigby | +90 kg      | érvényes kísérlet nélkül | érvényes kísérlet nélkül | kiesett  | kiesett  | kiesett  | kiesett  | kiesett  | kiesett  |

## Torna
Férfi
| Versenyző       | Versenyszám      | Selejtező | Selejtező | Döntő    | Döntő    |
| Versenyző       | Versenyszám      | Pontszám  | Helyezés  | Pontszám | Helyezés |
| --------------- | ---------------- | --------- | --------- | -------- | -------- |
| Murray Chessell | Talaj            | 16,60     | 96.       | kiesett  | kiesett  |
| Murray Chessell | Ugrás            | 17,15     | 105.      | kiesett  | kiesett  |
| Murray Chessell | Korlát           | 16,45     | 108.      | kiesett  | kiesett  |
| Murray Chessell | Nyújtó           | 16,30     | 110.      | kiesett  | kiesett  |
| Murray Chessell | Gyűrű            | 16,75     | 89.       | kiesett  | kiesett  |
| Murray Chessell | Lólengés         | 16,65     | 92.       | kiesett  | kiesett  |
| Murray Chessell | Egyéni összetett |           |           | 99,90    | 102.     |

Női
| Versenyző          | Versenyszám      | Selejtező | Selejtező | Döntő    | Döntő    |
| Versenyző          | Versenyszám      | Pontszám  | Helyezés  | Pontszám | Helyezés |
| ------------------ | ---------------- | --------- | --------- | -------- | -------- |
| Val Buffham-Norris | Talaj            | 17,45     | 71.       | kiesett  | kiesett  |
| Val Buffham-Norris | Ugrás            | 17,80     | 58.       | kiesett  | kiesett  |
| Val Buffham-Norris | Felemás korlát   | 16,60     | 78.       | kiesett  | kiesett  |
| Val Buffham-Norris | Gerenda          | 16,75     | 72.       | kiesett  | kiesett  |
| Val Buffham-Norris | Egyéni összetett |           |           | 68,60    | 70.      |

## Úszás
Férfi
| Versenyző                                           | Versenyszám            | Előfutam | Előfutam | Előfutam | Elődöntő | Elődöntő | Elődöntő | Döntő   | Döntő    |
| Versenyző                                           | Versenyszám            | Idő      | Hely.    | Össz.    | Idő      | Hely.    | Össz.    | Idő     | Helyezés |
| --------------------------------------------------- | ---------------------- | -------- | -------- | -------- | -------- | -------- | -------- | ------- | -------- |
| Michael Wenden                                      | 100 m gyors            | 53,6     | 1.       | 1.       | 52,9     | 1.       | 1.       | 52,2    |          |
| Michael Wenden                                      | 200 m gyors            | 1:59,3   | 1.       | 1.       |          |          |          | 1:55,2  |          |
| Marcus Anderson                                     | 200 m gyors            | 2:02,2   | 3.       | 18.      |          |          |          | kiesett | kiesett  |
| Bob Windle                                          | 200 m gyors            | 2:01,0   | 2.       | 7.       |          |          |          | 2:00,9  | 6.       |
| Bob Windle                                          | 100 m gyors            | 54,8     | 2.       | 6.*      | 54,6     | 4.       | 11.      | kiesett | kiesett  |
| Greg Rogers                                         | 100 m gyors            | 55,4     | 3.       | 15.*     | 54,9     | 4.       | 13.**    | kiesett | kiesett  |
| Greg Rogers                                         | 400 m gyors            | 4:22,7   | 2.       | 9.*      |          |          |          | kiesett | kiesett  |
| Greg Brough                                         | 400 m gyors            | 4:19,6   | 2.       | 5.       |          |          |          | 4:15,9  | 4.       |
| Greg Brough                                         | 1500 m gyors           | 17:17,1  | 1.       | 3.       |          |          |          | 17:04,7 |          |
| Graham White                                        | 1500 m gyors           | 17:10,1  | 1.       | 1.       |          |          |          | 17:08,0 | 4.       |
| Graham White                                        | 400 m gyors            | 4:17,0   | 1.       | 1.       |          |          |          | 4:16,7  | 5.       |
| Karl Byrom                                          | 100 m hát              | 1:03,2   | 3.       | 14.*     | 1:02,3   | 6.       | 9.       | kiesett | kiesett  |
| Karl Byrom                                          | 200 m hát              | 2:20,7   | 5.       | 15.**    |          |          |          | kiesett | kiesett  |
| Karl Byrom                                          | 200 m vegyes           | 2:28,0   | 5.       | 34.      |          |          |          | kiesett | kiesett  |
| Karl Byrom                                          | 400 m vegyes           | 5:11,9   | 3.       | 18.      |          |          |          | kiesett | kiesett  |
| Ian O'Brien                                         | 100 m mell             | 1:08,9   | 1.       | 2.*      | 1:09,0   | 2.       | 8.*      | 1:08,6  | 6.       |
| Ian O'Brien                                         | 200 m mell             | 2:36,8   | 2.       | 13.      |          |          |          | kiesett | kiesett  |
| Robert Cusack                                       | 100 m pillangó         | 59,6     | 2.       | 10.      | 59,2     | 4.       | 8.       | 59,8    | 8.       |
| Robert Cusack                                       | 200 m pillangó         | 2:19,4   | 5.       | 22.      |          |          |          | kiesett | kiesett  |
| Graham Dunn                                         | 200 m pillangó         | 2:17,5   | 5.       | 19.      |          |          |          | kiesett | kiesett  |
| Graham Dunn                                         | 100 m pillangó         | 1:01,6   | 4.       | 30.      | kiesett  | kiesett  | kiesett  | kiesett | kiesett  |
| Greg Rogers Robert Cusack Bob Windle Michael Wenden | 4 × 100 m gyorsváltó   | 3:38,0   | 2.       | 3.       |          |          |          | 3:34,7  |          |
| Greg Rogers Graham White Bob Windle Michael Wenden  | 4 × 200 m gyorsváltó   | 8:04,8   | 1.       | 1.       |          |          |          | 7:53,7  |          |
| Karl Byrom Ian O'Brien Robert Cusack Michael Wenden | 4 × 100 m vegyes váltó | 4:04,8   | 1.       | 5.*      |          |          |          | 4:00,8  | 4.       |

Női
| Versenyző                                                                | Versenyszám            | Előfutam | Előfutam | Előfutam | Elődöntő | Elődöntő | Elődöntő | Döntő   | Döntő    |
| Versenyző                                                                | Versenyszám            | Idő      | Hely.    | Össz.    | Idő      | Hely.    | Össz.    | Idő     | Helyezés |
| ------------------------------------------------------------------------ | ---------------------- | -------- | -------- | -------- | -------- | -------- | -------- | ------- | -------- |
| Lynne Watson                                                             | 100 m hát              | 1:09,4   | 2.       | 2.       | 1:09,0   | 1.       | 4.*      | 1:09,1  | 6.       |
| Lynne Watson                                                             | 200 m hát              | 2:33,5   | 1.       | 5.       |          |          |          | 2:29,5  | 4.       |
| Lynne Watson                                                             | 100 m gyors            | 1:03,5   | 3.       | 18.      | 1:02,9   | 7.       | 17.      | kiesett | kiesett  |
| Lynette Bell                                                             | 100 m gyors            | 1:01,9   | 2.       | 6.       | 1:02,4   | 4.       | 9.*      | kiesett | kiesett  |
| Lynette Bell                                                             | 200 m gyors            | 2:15,7   | 1.       | 5.*      |          |          |          | 2:15,1  | 7.       |
| Julie McDonald                                                           | 200 m gyors            | 2:19,9   | 3.       | 16.      |          |          |          | kiesett | kiesett  |
| Janette Steinbeck                                                        | 200 m gyors            | 2:18,8   | 3.       | 13.      |          |          |          | kiesett | kiesett  |
| Janette Steinbeck                                                        | 100 m gyors            | 1:03,8   | 3.       | 21.***   | 1:02,6   | 5.       | 11.*     | kiesett | kiesett  |
| Christine Deakes                                                         | 400 m gyors            | 5:01,5   | 4.       | 19.      |          |          |          | kiesett | kiesett  |
| Christine Deakes                                                         | 800 m gyors            | 10:06,7  | 1.       | 9.       |          |          |          | kiesett | kiesett  |
| Denise Langford                                                          | 800 m gyors            | 9:59,3   | 2.       | 6.       |          |          |          | 9:56,7  | 7.       |
| Denise Langford                                                          | 400 m gyors            | 4:52,2   | 2.       | 9.       |          |          |          | kiesett | kiesett  |
| Karen Moras                                                              | 400 m gyors            | 4:39,6   | 1.       | 2.       |          |          |          | 4:37,0  |          |
| Karen Moras                                                              | 800 m gyors            | 9:38,3   | 1.       | 1.       |          |          |          | 9:38,6  | 4.       |
| Dianna Rickard                                                           | 100 m hát              | 1:12,4   | 4.       | 23.      | kiesett  | kiesett  | kiesett  | kiesett | kiesett  |
| Dianna Rickard                                                           | 200 m vegyes           | 2:36,0   | 2.       | 10.      |          |          |          | kiesett | kiesett  |
| Dianna Rickard                                                           | 400 m vegyes           | 5:37,8   | 2.       | 10.      |          |          |          | kiesett | kiesett  |
| Sue Eddy                                                                 | 400 m vegyes           | 5:42,2   | 3.       | 14.      |          |          |          | kiesett | kiesett  |
| Sue Eddy                                                                 | 200 m vegyes           | 2:36,6   | 3.       | 11.      |          |          |          | kiesett | kiesett  |
| Jo-Anne Barnes                                                           | 100 m mell             | 1:19,1   | 2.       | 8.       | 1:18,4   | 4.       | 9.       | kiesett | kiesett  |
| Jo-Anne Barnes                                                           | 200 m mell             | 2:57,4   | 4.       | 19.      |          |          |          | kiesett | kiesett  |
| Sue McKenzie                                                             | 200 m mell             | 2:53,1   | 3.       | 14.      |          |          |          | kiesett | kiesett  |
| Sue McKenzie                                                             | 100 m mell             | 1:20,9   | 5.       | 19.*     | kiesett  | kiesett  | kiesett  | kiesett | kiesett  |
| Judy Playfair                                                            | 100 m mell             | 1:19,2   | 2.       | 9.       | 1:19,3   | 7.       | 13.      | kiesett | kiesett  |
| Judy Playfair                                                            | 200 m mell             | 2:52,9   | 2.       | 13.      |          |          |          | kiesett | kiesett  |
| Pauline Gray                                                             | 100 m pillangó         | 1:13,5   | 5.       | 22.      | kiesett  | kiesett  | kiesett  | kiesett | kiesett  |
| Pauline Gray                                                             | 200 m pillangó         | 2:43,6   | 5.       | 18.      |          |          |          | kiesett | kiesett  |
| Lyn McClements                                                           | 200 m pillangó         | 2:40,7   | 4.       | 14.      |          |          |          | kiesett | kiesett  |
| Lyn McClements                                                           | 100 m pillangó         | 1:06,1   | 1.       | 1.       | 1:06,1   | 2.       | 2.       | 1:05,5  |          |
| Janette Steinbeck Sue Eddy Lynne Watson Lynette Bell Julie McDonald      | 4 × 100 m gyorsváltó   | 4:12,0   | 1.       | 3.       |          |          |          | 4:08,7  | 4.       |
| Lynne Watson Judy Playfair Lyn McClements Janette Steinbeck Lynette Bell | 4 × 100 m vegyes váltó | 4:34,6   | 1.       | 1.       |          |          |          | 4:30,0  |          |

* - egy másik versenyzővel/váltóval azonos időt ért el

** - két másik versenyzővel azonos időt ért el

*** - három másik versenyzővel azonos időt ért el

## Vitorlázás
Nyílt
| Versenyző                                    | Versenyszám     | Futam | Futam | Futam  | Futam  | Futam  | Futam  | Futam | Pontszám | Helyezés |
| Versenyző                                    | Versenyszám     | 1     | 2     | 3      | 4      | 5      | 6      | 7     | Pontszám | Helyezés |
| -------------------------------------------- | --------------- | ----- | ----- | ------ | ------ | ------ | ------ | ----- | -------- | -------- |
| Ronald Jenyns                                | Finn dingi      | 8,0   | 0,0   | (42,0) | 13,0   | 21,0   | 22,0   | 3,0   | 67,0     | 4.       |
| David Forbes Richard Williamson              | Csillaghajó     | 8,0   | 13,0  | 10,0   | 18,0   | (26,0) | 11,7   | 8,0   | 68,7     | 6.       |
| Carl Ryves James Sargeant                    | Repülő hollandi | 5,7   | 10,0  | 5,7    | (26,0) | 14,0   | 8,0    | 5,7   | 49,1     | 4.       |
| James Hardy Gilbert Kaufman William Solomons | 5,5 méteres     | 10,0  | 8,0   | 11,7   | 11,7   | (18,0) | 18,0   | 10,0  | 69,4     | 7.       |
| Thomas Anderson John Cuneo John Ferguson     | Sárkányhajó     | 14,0  | 8,0   | 15,0   | 3,0    | 10,0   | (17,0) | 15,0  | 65,0     | 5.       |

## Vívás
Férfi
| Versenyző                                                             | Versenyszám       | Csoportkör | Csoportkör | Csoportkör | Csoportkör | Nyolcaddöntő              | Negyeddöntő                  | Elődöntő          | Vigaszág a döntőért | Vigaszág a döntőért       | Vigaszág a döntőért | Vigaszág a döntőért | Vigaszág a döntőért | Döntő             | Helyezés    |
| Versenyző                                                             | Versenyszám       | 1. kör | 1. kör     | 2. kör | 2. kör     | Nyolcaddöntő              | Negyeddöntő                  | Elődöntő          | 1. kör              | 2. kör                    | 3. kör              | 4. kör              | 5. kör              | Döntő             | Helyezés    |
| Versenyző                                                             | Versenyszám       | Ellenfél Eredmény | Hely.      | Ellenfél Eredmény | Hely.      | Ellenfél Eredmény         | Ellenfél Eredmény            | Ellenfél Eredmény | Ellenfél Eredmény   | Ellenfél Eredmény         | Ellenfél Eredmény   | Ellenfél Eredmény   | Ellenfél Eredmény   | Ellenfél Eredmény | Helyezés    |
| --------------------------------------------------------------------- | ----------------- | --- | ---------- | --- | ---------- | ------------------------- | ---------------------------- | ----------------- | ------------------- | ------------------------- | ------------------- | ------------------- | ------------------- | ----------------- | ----------- |
| Russell Hobby                                                         | Tőr, egyéni       | H. csoport · Roland Losert (AUT) · V · Daniel Revenu (FRA) · V · Jeffrey Checkes (USA) · GY · Souheil Ayoub (LIB) · GY · Rodolfo da Ponte (PAR) · GY                                         | 3.         | A. csoport · Daniel Revenu (FRA) · V · Graham Paul (GBR) · V · Tim Gerresheim (FRG) · V · Dagoberto Borges (CUB) · GY · Mohamed Gamil El-Kalyoubi (RAU) · GY | 4.         | Simizu Fudzsio (JPN) · GY | Jean-Claude Magnan (FRA) · V | Vigaszág          | Vigaszág            | Tănase Mureșanu (ROU) · V | kiesett             | kiesett             | kiesett             | kiesett           | 17.         |
| Graeme Jennings                                                       | Tőr, egyéni       | A. csoport · Graham Paul (GBR) · V · Dieter Wellmann (FRG) · V · Viktor Putyatyin (URS) · V · Evaristo Prendes (ARG) · GY                                                                    | 4.         | B. csoport · Arcangelo Pinelli (ITA) · V · Bill Hoskyns (GBR) · V · Friedrich Wessel (FRG) · V · Szabó Sándor (HUN) · V · Lawrence Anastasi (USA) · V        | 6.         | kiesett                   | kiesett                      | kiesett           | kiesett             | kiesett                   | kiesett             | kiesett             | kiesett             | kiesett           | helyezetlen |
| William Ronald                                                        | Tőr, egyéni       | I. csoport · Ion Drîmbă (ROU) · V · Mohamed Gamil El-Kalyoubi (RAU) · V · Bill Hoskyns (GBR) · V · Herbert Cohen (USA) · V                                                                   | 5.         | kiesett | kiesett    | kiesett                   | kiesett                      | kiesett           | kiesett             | kiesett                   | kiesett             | kiesett             | kiesett             | kiesett           | helyezetlen |
| William Ronald                                                        | Párbajtőr, egyéni | F. csoport · Ralph Johnson (GBR) · V · Bohdan Gonsior (POL) · GY · Peter Lötscher (SUI) · V · Florent Bessemans (BEL) · V · Guillermo Obeid (ARG) · GY                                       | 5.         | kiesett | kiesett    | kiesett                   | kiesett                      | kiesett           | kiesett             | kiesett                   | kiesett             | kiesett             | kiesett             | kiesett           | helyezetlen |
| Russell Hobby                                                         | Párbajtőr, egyéni | D. csoport · Fenyvesi Csaba (HUN) · V · Gianfranco Paolucci (ITA) · V · Valeriano Pérez (MEX) · V · Haukler István (ROU) · GY · Francisco da Silva (POR) · GY · José Miguel Pérez (PUR) · GY | 5.         | kiesett | kiesett    | kiesett                   | kiesett                      | kiesett           | kiesett             | kiesett                   | kiesett             | kiesett             | kiesett             | kiesett           | helyezetlen |
| Graeme Jennings                                                       | Párbajtőr, egyéni | E. csoport · Michel Constandt (BEL) · V · Rudolf Trost (AUT) · V · Bohdan Andrzejewski (POL) · V · Alexandre Bretholz (SUI) · V · Khalil Kallas (LIB) · GY                                   | 6.         | kiesett | kiesett    | kiesett                   | kiesett                      | kiesett           | kiesett             | kiesett                   | kiesett             | kiesett             | kiesett             | kiesett           | helyezetlen |
| Russell Hobby Graeme Jennings Peter Macken Duncan Page William Ronald | Párbajtőr, csapat | 2. csoport · Magyarország (HUN) · 2-14 · Ausztria (AUT) · 4-12 · Mexikó (MEX) · 7-8 | 4.         | |            |                           |                              | kiesett           |                     |                           |                     |                     |                     | kiesett           | helyezetlen |